# Eukrohnia flaccicoeca
Eukrohnia flaccicoeca är en djurart som tillhör fylumet pilmaskar, och som beskrevs av Casanova 1986. Eukrohnia flaccicoeca ingår i släktet Eukrohnia och familjen Eukrohniidae. Inga underarter finns listade i Catalogue of Life.